# Вејн (Западна Вирџинија)
Вејн (енгл. Wayne) град је у америчкој савезној држави Западна Вирџинија.

## Демографија
По попису из 2010. године број становника је 1.413, што је 308 (27,9%) становника више него 2000. године.
| Група             | 2000.         | 2010.         |
| Белци             | 1.082 (97,9%) | 1.384 (97,9%) |
| Афроамериканци    | 1 (0,1%)      | 2 (0,1%)      |
| Азијати           | 2 (0,2%)      | 6 (0,4%)      |
| Хиспаноамериканци | 5 (0,5%)      | 5 (0,4%)      |
| Укупно            | 1.105         | 1.413         |